# Исландия на Олимпийских играх
Исландия впервые приняла участие на Олимпийских играх в 1912 году в Стокгольме, но затем пропустила четыре следующие Олимпиады и вернулась в Олимпийскую семью только в 1936 году на Играх в Берлине. После своего возвращения на Олимпиады, Исландия больше не пропускала летних Игр. На зимних Играх Исландия дебютировала в 1948 году в Санкт-Морице, и с тех пор выступала на всех зимних Олимпийских играх, кроме Игр в Саппоро в 1972 году.
За время выступления на Олимпиадах исландские спортсмены завоевали четыре олимпийские медали: 2 серебра и 2 бронзы. Все медали были завоёваны на летних Играх, в соревнованиях по лёгкой атлетике, дзюдо и гандболу.
Национальная олимпийская и спортивная ассоциация Исландии была образована в 1921 году и признана МОК в 1935 году.

## Медалисты
| Медаль  | Спортсмен | Игры              | Вид спорта      | Дисциплина               |
| ------- | --- | ----------------- | --------------- | ------------------------ |
| Серебро | Вильхьяульмюр Эйнарссон | 1956 Мельбурн     | Лёгкая атлетика | Тройной прыжок, мужчины  |
| Бронза  | Бьярни Фридрикссон | 1984 Лос-Анджелес | Дзюдо           | до 95 кг, мужчины        |
| Бронза  | Вала Флосадоуттир | 2000 Сидней       | Лёгкая атлетика | Прыжок с шестом, женщины |
| Серебро | Национальная команда: Стурла Асгерссон, Арнар Атлассон, Логи Эльдон Гиерссон, Снорри Стейнн Гудьонссон, Рейпар Гундмундссон, Роберт Ганнарссон, Бьоргвин Палл Густавссон, Асгер Эрн Халлгримссон, Ингимундур Ингимундарсон, Сверре Андреас Якобссон, Александр Петерссон, Гидьон Валур Сигурдссон, Сигфус Сигурдссон, Олафур Стефанссон | 2008 Пекин        | Гандбол         | Мужской турнир           |

## Медальный зачёт
| Игры                | Спортсменов          | Золото               | Серебро              | Бронза               | Всего                | Место                |
| ------------------- | -------------------- | -------------------- | -------------------- | -------------------- | -------------------- | -------------------- |
| 1912 Стокгольм      | 2                    | 0                    | 0                    | 0                    | 0                    | —                    |
| 1920—1932           | не принимала участие | не принимала участие | не принимала участие | не принимала участие | не принимала участие | не принимала участие |
| 1936 Берлин         | 12                   | 0                    | 0                    | 0                    | 0                    | —                    |
| 1948 Лондон         | 20                   | 0                    | 0                    | 0                    | 0                    | —                    |
| 1952 Хельсинки      | 9                    | 0                    | 0                    | 0                    | 0                    | —                    |
| 1956 Мельбурн       | 2                    | 0                    | 1                    | 0                    | 1                    | 31                   |
| 1960 Рим            | 9                    | 0                    | 0                    | 0                    | 0                    | —                    |
| 1964 Токио          | 4                    | 0                    | 0                    | 0                    | 0                    | —                    |
| 1968 Мехико         | 7                    | 0                    | 0                    | 0                    | 0                    | —                    |
| 1972 Мюнхен         | 25                   | 0                    | 0                    | 0                    | 0                    | —                    |
| 1976 Монреаль       | 13                   | 0                    | 0                    | 0                    | 0                    | —                    |
| 1980 Москва         | 9                    | 0                    | 0                    | 0                    | 0                    | —                    |
| 1984 Лос-Анджелес   | 32                   | 0                    | 0                    | 1                    | 1                    | 43                   |
| 1988 Сеул           | 32                   | 0                    | 0                    | 0                    | 0                    | —                    |
| 1992 Барселона      | 27                   | 0                    | 0                    | 0                    | 0                    | —                    |
| 1996 Атланта        | 9                    | 0                    | 0                    | 0                    | 0                    | —                    |
| 2000 Сидней         | 18                   | 0                    | 0                    | 1                    | 1                    | 71                   |
| 2004 Афины          | 26                   | 0                    | 0                    | 0                    | 0                    | —                    |
| 2008 Пекин          | 29                   | 0                    | 1                    | 0                    | 1                    | 70                   |
| 2012 Лондон         | 28                   | 0                    | 0                    | 0                    | 0                    | —                    |
| 2016 Рио-де-Жанейро | 8                    | 0                    | 0                    | 0                    | 0                    | —                    |
| 2020 Токио          | 4                    | 0                    | 0                    | 0                    | 0                    | —                    |
| 2024 Париж          | 1                    |                      |                      |                      |                      | ?                    |
| Всего               | Всего                | 0                    | 2                    | 2                    | 4                    |                      |

| Игры                   | Спортсменов          | Золото               | Серебро              | Бронза               | Всего                | Место                |
| ---------------------- | -------------------- | -------------------- | -------------------- | -------------------- | -------------------- | -------------------- |
| 1924—1936              | не принимала участие | не принимала участие | не принимала участие | не принимала участие | не принимала участие | не принимала участие |
| 1948 Санкт-Мориц       | 4                    | 0                    | 0                    | 0                    | 0                    | —                    |
| 1952 Осло              | 11                   | 0                    | 0                    | 0                    | 0                    | —                    |
| 1956 Кортина-д’Ампеццо | 7                    | 0                    | 0                    | 0                    | 0                    | —                    |
| 1960 Скво-Велли        | 4                    | 0                    | 0                    | 0                    | 0                    | —                    |
| 1964 Инсбрук           | 5                    | 0                    | 0                    | 0                    | 0                    | —                    |
| 1968 Гренобль          | 4                    | 0                    | 0                    | 0                    | 0                    | —                    |
| 1972 Саппоро           | не принимала участие | не принимала участие | не принимала участие | не принимала участие | не принимала участие | не принимала участие |
| 1976 Инсбрук           | 8                    | 0                    | 0                    | 0                    | 0                    | —                    |
| 1980 Лейк-Плэсид       | 6                    | 0                    | 0                    | 0                    | 0                    | —                    |
| 1984 Сараево           | 5                    | 0                    | 0                    | 0                    | 0                    | —                    |
| 1988 Калгари           | 3                    | 0                    | 0                    | 0                    | 0                    | —                    |
| 1992 Альбервиль        | 5                    | 0                    | 0                    | 0                    | 0                    | —                    |
| 1994 Лиллехаммер       | 5                    | 0                    | 0                    | 0                    | 0                    | —                    |
| 1998 Нагано            | 7                    | 0                    | 0                    | 0                    | 0                    | —                    |
| 2002 Солт-Лейк-Сити    | 6                    | 0                    | 0                    | 0                    | 0                    | —                    |
| 2006 Турин             | 5                    | 0                    | 0                    | 0                    | 0                    | —                    |
| 2010 Ванкувер          | 4                    | 0                    | 0                    | 0                    | 0                    | —                    |
| 2014 Сочи              | 5                    | 0                    | 0                    | 0                    | 0                    | —                    |
| 2018 Пхёнчхан          | 5                    | 0                    | 0                    | 0                    | 0                    | —                    |
| 2022 Пекин             | 5                    | 0                    | 0                    | 0                    | 0                    | –                    |
| Всего                  | Всего                | 0                    | 0                    | 0                    | 0                    |                      |

### Медали по видам спорта
| Спорт           | Золото | Серебро | Бронза | Всего |
| --------------- | ------ | ------- | ------ | ----- |
| Лёгкая атлетика | 0      | 1       | 1      | 2     |
| Гандбол         | 0      | 1       | 0      | 1     |
| Дзюдо           | 0      | 0       | 1      | 1     |
| Итог            | 0      | 2       | 2      | 4     |